# Oberbitzen
Oberbitzen ist ein Ortsteil der Gemeinde Much im Rhein-Sieg-Kreis.

## Lage
Oberbitzen liegt an der Bundesstraße 56 und gehört  naturräumlich zur Wahnhochfläche innerhalb der Bergischen Hochflächen. Es ist baulich ein Teil von Oberheister. Andere Nachbarorte sind Huven im Nordosten und Todtenmann im Südosten.

## Geschichte
Der Ort tritt kartografisch erstmals auf Messtischblättern der Preußischen Neuaufnahme von 1896 als Oberbietzen in Erscheinung. Im Gemeindelexikon für die Provinz Rheinland von 1909 werden für Oberbietzen ein Wohnhaus mit sechs Einwohnern angegeben. Der Ort gehörte zu der Zeit zur Bürgermeisterei Much innerhalb des Siegkreises.
Es gibt hier nur ein Haus aus dem Jahr 1944. Es kam 2001 durch Grenzänderung zur Gemeinde Much. Vorher gehörte der Ort zu Neunkirchen-Seelscheid beziehungsweise bis 1969 zu Seelscheid.